# Gerhard Heer
Pour les articles homonymes, voir Heer.
Gerhard Heer est un épéiste ouest-allemand né le 19 décembre 1955 à Tauberbischofsheim.

## Carrière
Gerhard Heer participe à l'épreuve d'épée par équipe lors des Jeux olympiques d'été de 1984 à Los Angeles et remporte avec ses partenaires ouest-allemands Elmar Borrmann, Volker Fischer, Rafael Nickel et Alexander Pusch la médaille d'or.